# Petru Hvorosteanov
Petru Hvorosteanov (Chișinău, 28 agosto 1986) è un ex calciatore moldavo, di ruolo centrocampista.

## Carriera
Ha giocato nella massima serie dei campionati moldavo, uzbeko, lituano e bielorusso.